# Stephan Pütz
Stephan Pütz (* 4. August 1987 in Mindelheim, Kampfname: T-800) ist ein ehemaliger deutscher Mixed-Martial-Arts-Kämpfer im Halbschwergewicht. Er wurde mehrfach Champion im Halbschwergewicht und Schwergewicht in verschiedenen MMA-Organisationen.
Er beendete seine Karriere 2024 überraschend bei der MMA-Veranstaltung OKTAGON 57.

## Biografie
Stephan Pütz fing schon früh mit Judo an, woraufhin er verschiedenste Sportarten ausprobierte.
Als 18-Jähriger fing er als Ausgleich zum Kraftsport mit Thaiboxen an, worin er einige Jahre später auch seine ersten professionellen Kämpfe absolvierte. Er arbeitete erst als Gerüstbauer, mit ansteigendem Erfolg seiner sportlichen Karriere arbeitete er lange Zeit als zertifizierter Fitnesstrainer und Ernährungsberater.
Seit 2021 betreibt Pütz einen YouTube-Kanal.
Er engagiert sich ehrenamtlich bei Mission Erde e. V., einem Projekt von Robert Marc Lehmann, bei dem er mit seiner Frau Lea eine Tierauffangstation und einen Lebenshof namens „Ralphy’s Ranch“ gegründet hat.

## MMA-Karriere
Stephan Pütz begann seine professionelle MMA-Karriere am 31. März 2012. Im Laufe seiner Karriere hat er weltweit in verschiedenen renommierten Organisationen gekämpft.
Zu den bekanntesten Organisationen, in denen Pütz antrat, zählt M-1 Global, bei der Pütz durch seine Leistungen überzeugte und sich in der MMA-Szene etablierte.
Später kämpfte er in der German MMA Championship (GMC), eine der führenden MMA-Organisationen in Deutschland, sowie für OKTAGON MMA, eine weitere bedeutende Organisation im deutschsprachigen Raum.
Stephan Pütz repräsentierte dabei stets das „MMA Spirit“ aus Frankfurt am Main, ein bekanntes MMA-Gym, das viele talentierte Kämpfer hervorgebracht hat.
Am 4. Mai 2024 beendete er bei der MMA-Veranstaltung OKTAGON 57 seine Karriere mit einer Profibilanz von 22-5-0 (Sieg-Niederlage-Unentschieden).

## Kampfstatistik
| Gegner                        | Veranstaltung                                                                           | Ergebnis für Pütz                             | Runde | Zeit |
| ----------------------------- | --------------------------------------------------------------------------------------- | --------------------------------------------- | ----- | ---- |
| Milos Petrasek                | Oktagon MMA - Oktagon 36: Eckerlin vs. Oliveira 15. Oktober 2022                        | Sieg Entscheidung (Einstimmig)                | 3     | 5:00 |
| Martin Zawada                 | Oktagon MMA - Oktagon 33: Buchinger vs. Keita 4. Juni 2022                              | Sieg Entscheidung (Einstimmig)                | 3     | 5:00 |
| Viktor Pesta                  | Oktagon MMA - Oktagon 28: Pesta vs. Putz 25. September 2021                             | Niederlage TKO (Unterbrechung des Ringarztes) | 3     | 5:00 |
| Walter Chincho dos Santos Jr. | Fair FC 10 - Fair Fighting Championship 10 3. Oktober 2020                              | Sieg Submission (Arm Triangle Choke)          | 1     | 4:47 |
| Ruben Wolf                    | GMC 24 - German MMA Championship 24 7. März 2020                                        | Sieg TKO (Aufgabe)                            | 3     | 5:00 |
| Idris Amizhaev                | GMC 20 - German MMA Championship 20 29. Juni 2019                                       | Sieg TKO (Schläge)                            | 3     | 1:01 |
| Joachim Christensen           | GMC 19 - German MMA Championship 19 23. März 2019                                       | Sieg Submission (Arm Triangle Choke)          | 2     | 4:50 |
| Jan Gottvald                  | GMC 16 - German MMA Championship 16 1. September 2018                                   | Sieg Entscheidung (Einstimmig)                | 5     | 5:00 |
| Khadis Ibragimov              | M-1 Challenge 88 - Ismagulov vs. Tutarauli 22. Februar 2018                             | Niederlage Submission (Bulldog Choke)         | 3     | 2:12 |
| Rashid Yusupov                | M-1 Challenge 74 - Yusupov vs. Puetz 18. Februar 2017                                   | Niederlage TKO (Aufgabe der Ringecke)         | 3     | 3:26 |
| Marcus Vinicius Lopes         | M-1 Challenge 71 - Nemkov vs. Vegh 21. Oktober 2016                                     | Sieg Submission (Rear-Naked Choke)            | 3     | N/A  |
| Andrey Seledtsov              | M-1 Challenge 66 - Nemkov vs. Yusupov 27. Mai 2016                                      | Sieg Entscheidung (Einstimmig)                | 3     | 5:00 |
| Viktor Nemkov                 | M-1 Challenge 63 - Puetz vs. Nemkov 2 4. Dezember 2015                                  | Niederlage Entscheidung (mehrheitlich)        | 5     | 5:00 |
| Marcin Tybura                 | M-1 Challenge 57 - Battle in the Heart of the Continent 2. Mai 2015                     | Sieg TKO (Unterbrechung des Ringarztes)       | 3     | 3:48 |
| Valery Myasnikov              | M-1 Global / Absolute Championship Berkut - M-1 Challenge 54 / ACB 12 17. Dezember 2014 | Sieg TKO (Schläge)                            | 2     | 3:13 |
| Luis Fernando Miranda         | M-1 Challenge 50 - Battle of Neva 15. August 2015                                       | Sieg Submission (Rear-Naked Choke)            | 2     | 4:31 |
| Viktor Nemkov                 | M-1 Global - M-1 Challenge 46 14. März 2014                                             | Sieg Entscheidung (mehrheitlich)              | 5     | 5:00 |
| Joachim Christensen           | EMMA 8 - European MMA 8 22. Februar 2014                                                | Niederlage Entscheidung (Einstimmig)          | 3     | 5:00 |
| Tassilo Lahr                  | RFC - Respect Fighting Championship 10 28. September 2013                               | Sieg TKO (Aufgabe)                            | 3     | 5:00 |
| Dawid Baziak                  | TFS - Mix Fight Gala 14 15. Juni 2013                                                   | Sieg Entscheidung (mehrheitlich)              | 3     | 5:00 |
| Alexander Neufang             | RFC - Respect Fighting Championship 9 13. April 2013                                    | Sieg TKO (Schläge)                            | 3     | 3:21 |
| Jerry Nelson                  | KK 8 - Kombat Komplett 2. Februar 2013                                                  | Sieg Entscheidung (Einstimmig)                | 5     | 5:00 |
| Nils Wernersbach              | SFC 12 - Tournament 2012 Part V 24. November 2012                                       | Sieg TKO (Aufgabe der Ringecke)               | 4     | 0:00 |
| Danny Stritzke                | FW - Fightland Gala IV 27. Oktober 2012                                                 | Sieg Submission (Armbar)                      | 3     | 2:10 |
| Sascha Ernst                  | SFC 11 - Tournament 2012 Part IV 15. September 2012                                     | Sieg Submission (Rear-Naked Choke)            | 2     | 1:23 |
| Mario Terzic                  | Max FC 7 - MMA Monster 25. August 2012                                                  | Sieg Submission (Armbar)                      | 1     | 2:31 |
| Ruben Wolf                    | SFC 9 - Tournament 2012 Part 2 31. März 2012                                            | Sieg TKO (Aufgabe der Ringecke)               | 2     | 4:16 |
| Quelle: Sherdog               |                                                                                         |                                               |       |      |

## Sportliche Erfolge
(Quelle: )
- 1× Superior FC Halbschwergewichts Champion (2012)
- 1× Kombat Komplett Halbschwergewichts Champion (2013)
- 2× Respect FC Halbschwergewichts Champion (2013)
- 1× Mix Fight Gala Halbschwergewichts Champion (2013)
- 3× M-1 Global Halbschwergewichts Champion (2014)
- 1× M-1 Gobal Schwergewichts (Superfight) Champion (2015)
- 3× GMC Halbschwergewichts Champion (2018+2019)
- 1× GMC Schwergewichts Champion (2020)
- 1× Fair FC Halbschwergewichts Champion (2020)